# Cneo Minicio Faustino (cónsul 117)
Cneo o Gneo Minicio Faustino (en latín: Gnaeus Minicius Faustinus) fue un senador romano que vivió a finales del siglo I y principios del siglo II y desarrolló su cursus honorum bajo los reinados de Domiciano, Nerva, y Trajano.

## Orígenes familiares
Era hijo de Cneo Minicio Faustino, cónsul sufecto en el año 91.

## Carrera política
Fue gobernador de Tracia entre los años 114-116. Se supone que es la persona nombrada en una inscripción del anfiteatro romano de Filipópolis que atestigua su patrocinio.
En el año 117 fue cónsul sufecto junto con Sexto Erucio Claro.